# Liga Continental de Hóquei

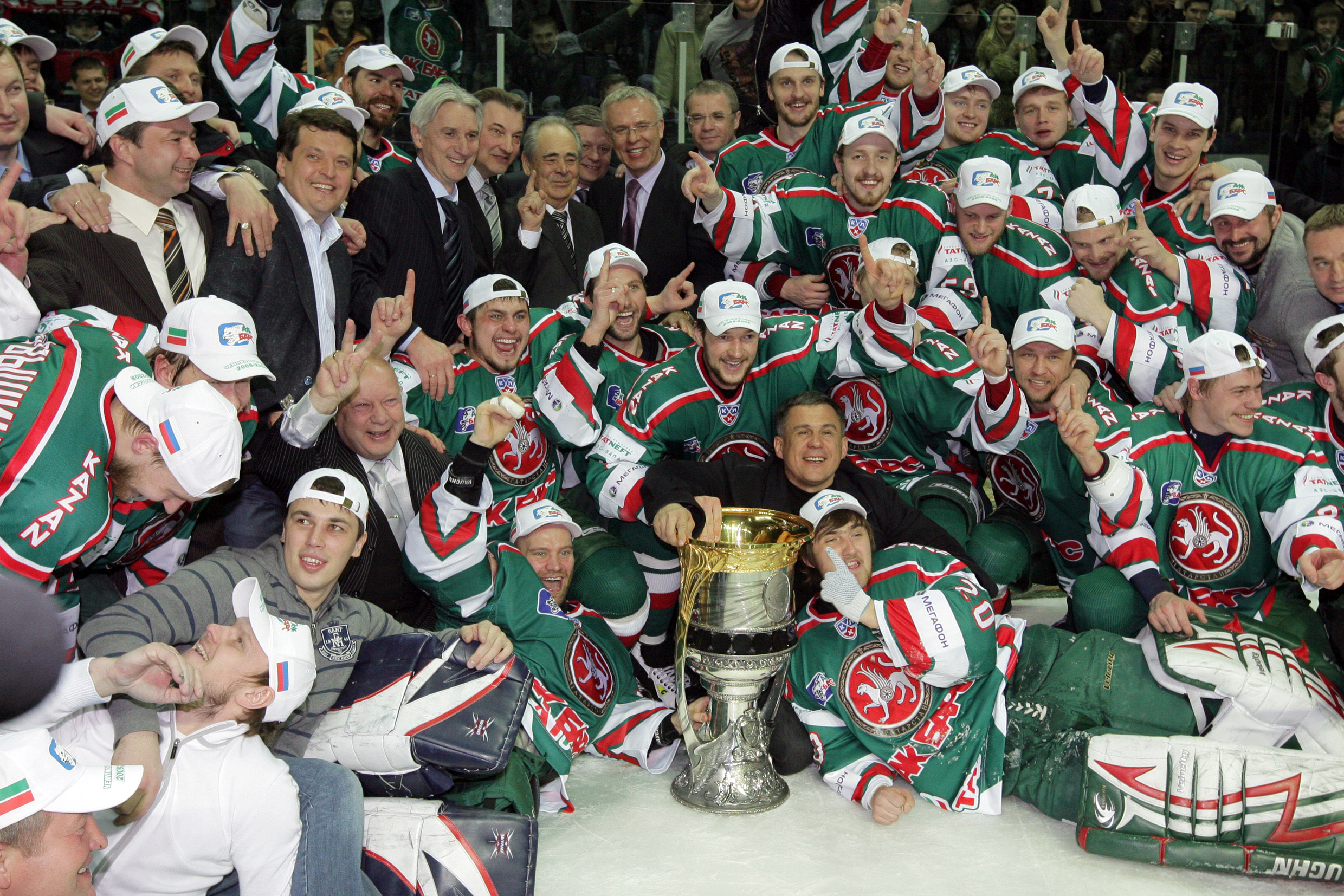
O Ak Bars Kazan de Kazan com a Copa Gagarin após ganhar a primeira edição da KHL.

A Liga Continental de Hóquei (em russo: Континентальная Хоккейная Лига, КХЛ), também conhecida por suas siglas em inglês KHL (Kontinental Hockey League), é um campeonato internacional profissional de hóquei sobre gelo formado por equipes da Rússia, Cazaquistão, Bielorrússia e China. A KHL substituiu a Super Liga Russa depois da temporada 2007-2008, e ao campeonato se somaram equipes de países vizinhos.
É considerada a segunda liga mais forte de hóquei, atrás da National Hockey League, e em popularidade a quarta maior do mundo, com média de 6,106 espectadores por jogo na temporada 2012-13.

## Equipes
| Divisão           | Time                       | Cidade            | Arena                       | Capacidade        | Fundação          | Incorporação      |
| Conferência Oeste | Conferência Oeste          | Conferência Oeste | Conferência Oeste           | Conferência Oeste | Conferência Oeste | Conferência Oeste |
| ----------------- | -------------------------- | ----------------- | --------------------------- | ----------------- | ----------------- | ----------------- |
| Bobrov            | HC Sochi                   | Sochi             | Domo de Gelo Bolshoi        | 12,000            | 2014              | 2014              |
| Bobrov            | SKA São Petersburgo        | São Petersburgo   | Ice Palace Saint Petersburg | 12,300            | 1946              | 1992              |
| Bobrov            | Spartak Moscou             | Moscou            | Arena Luzhniki              | 8,700             | 1946              | 2008              |
| Bobrov            | Torpedo Nizhny Novgorod    | Nizhny Novgorod   | Trade Union Sport Palace    | 5,500             | 1947              | 2007              |
| Bobrov            | Vityaz Podolsk             | Podolsk           | Vityaz Ice Palace           | 5,500             | 1998*             | 2005              |
| Tarasov           | CSKA Moscou                | Moscou            | CSKA Ice Palace             | 5,600             | 1946              | 1946              |
| Tarasov           | Dinamo Minsk               | Minsk             | Minsk-Arena                 | 15,000            | 2004              | 2008              |
| Tarasov           | Dinamo Moscou              | Moscou            | VTB Ice Place               | 12,000            | 1946              | 1946              |
| Tarasov           | Lokomotiv Yaroslavl        | Yaroslavl         | Arena 2000                  | 9,000             | 1949              | 1987              |
| Tarasov           | Severstal Cherepovets      | Cherepovets       | Ice Palace                  | 6,000             | 1956              | 1989              |
| Conferência Leste |                            |                   |                             |                   |                   |                   |
| Kharlamov         | Ak Bars Kazan              | Kazan             | TatNeft Arena               | 10,000            | 1956              | 1992              |
| Kharlamov         | Avtomobilist Yekaterinburg | Yekaterinburg     | KRK Uralets                 | 5,500             | 2006              | 2009              |
| Kharlamov         | Kunlun Red Star            | Pequim            | LeSports Center             | 18,000            | 2016              | 2016              |
| Kharlamov         | Metallurg Magnitogorsk     | Magnitogorsk      | Arena Metallurg             | 7,700             | 1950              | 1990              |
| Kharlamov         | Neftekhimik Nizhnekamsk    | Nizhnekamsk       | SCC Arena                   | 5,500             | 1968              | 1995              |
| Kharlamov         | Traktor Chelyabinsk        | Chelyabinsk       | Traktor Sport Palace        | 7,500             | 1947              | 2006              |
| Chernyshev        | Admiral Vladivostok        | Vladivostok       | Fetisov Hall                | 7,500             | 2013              | 2013              |
| Chernyshev        | Amur Khabarovsk            | Khabarovsk        | Platinum Arena              | 7,100             | 1966              | 2006              |
| Chernyshev        | Avangard Omsk              | Omsk              | Omsk Arena                  | 10,318            | 1950              | 1991              |
| Chernyshev        | Barys Astana               | Astana            | Kazakhstan Sport Palace     | 5,532             | 1999              | 2008              |
| Chernyshev        | Salavat Yulaev Ufa         | Ufa               | Ufa Arena                   | 8,400             | 1957              | 1992              |
| Chernyshev        | Sibir Novosibirsk          | Novosibirsk       | Ice Sports Palace Sibir     | 7,400             | 1962              | 2002              |

## Temporadas
| Temporada | Duração                                      | Campeão da Copa Gagarin | Finalista da Copa Gagarin | Campeão da Copa Continental      | Artilheiro                                 |
| --------- | -------------------------------------------- | ----------------------- | ------------------------- | -------------------------------- | ------------------------------------------ |
| 2008–09   | 2 de Setembro de 2008 - 12 de Abril de 2009  | Ak Bars Kazan           | Lokomotiv Yaroslavl       | Salavat Yulaev Ufa* (129 pontos) | Sergei Mozyakin (76 pontos: 34 G, 42 A)    |
| 2009–10   | 10 de Setembro de 2009 - 27 de Abril de 2010 | Ak Bars Kazan           | HC MVD                    | Salavat Yulaev Ufa (129 pontos)  | Sergei Mozyakin (66 pontos: 27 G, 39 A)    |
| 2010–11   | 8 de Setembro de 2010 - 16 de Abril de 2011  | Salavat Yulaev Ufa      | Atlant Moscow Oblast      | Avangard Omsk (118 pontos)       | Alexander Radulov (80 pontos: 20 G, 60 A)  |
| 2011–12   | 12 de Setembro de 2011 - 25 de Abril de 2012 | Dynamo Moscow           | Avangard Omsk             | Traktor Chelyabinsk (114 points) | Alexander Radulov (63 points: 25 G, 38 A)  |
| 2012–13   | 4 de Setembro de 2012 - 17 de Abril de 2013  | Dynamo Moscow           | Traktor Chelyabinsk       | SKA Saint Petersburg(115 pontos) | Sergei Mozyakin (76 pontos: 35 G, 41 A)    |
| 2013–14   | 4 de Setembro de 2013 - 30 de Abril de 2014  | Metallurg Magnitogorsk  | HC Lev Praha              | Dynamo Moscow(115 pontos)        | Sergei Mozyakin (73 pontos: 34 G, 39 A)    |
| 2014–15   | 3 de Setembro de 2014 - 19 de Abril de 2015  | SKA Saint Petersburg    | Ak Bars Kazan             | CSKA Moscou(139 pontos)          | Aleksander Radulov (71 pontos: 24 G, 47 A) |
| 2015–16   | 24 de Agosto de 2015 - 19 de Abril de 2016   | Metallurg Magnitogorsk  | CSKA Moscou               | CSKA Moscou(127 pontos)          | Sergei Mozyakin (67 pontos: 32 G, 35 A)    |